# 伯耆國
伯耆國（日语：〔〕／〔〕 Hōkinokuni */?），日本古代的令制國之一，屬山陰道，又稱伯州。伯耆國的領域大約為現在鳥取縣的中部和西部。

## 郡
- 河村郡
- 久米郡
- 八橋郡
- 汗入郡
- 會見郡
- 日野郡

## 相關項目
- 日本令制國列表